# Gau de Slesvig-Holstein
El Gau de Slesvig-Holstein (Gau Schleswig-Holstein) va ser una divisió administrativa de l'Alemanya nazi de 1933 a 1945 a la província prussiana de Slesvig-Holstein, a la Ciutat Lliure de Lübeck i a l'enclavament de Lübeck que pertanyia l'Estat Lliure d'Oldenburg. Abans d'això, de 1926 a 1933, era la subdivisió regional del partit nazi en aquesta zona.
El sistema nazi de Gau (en plural Gaue) va ser establert originalment en una conferència del partit, el 22 de maig de 1926, per tal de millorar l'administració de l'estructura del partit. A partir de 1933, després de la presa de poder nazi, els Gaue va reemplaçar cada vegada més als estats alemanys com a subdivisions administratives a Alemanya.
Al capdavant de cada Gau es va situar un Gauleiter, una posició cada vegada més poderosa, especialment després de l'esclat de la Segona Guerra Mundial, amb poca interferència des de dalt. El Gauleiter local sovint ocupava càrrecs governamentals i de partit, i s'encarregava, entre altres coses, de la propaganda i la vigilància i, a partir de setembre de 1944, el Volkssturm i la defensa de la Gau.
La posició de Gauleiter a Slesvig-Holstein va ser ocupada per Hinrich Lohse al llarg de tota la història del Gau, a excepció d'un breu període el 1932, quan el càrrec va ser per Joachim Meyer-Quade. A partir de 1941, Lohse va estar a càrrec del Reichskommissariat Ostland, on va ser responsable de la implementació de les polítiques de l'Alemanya Nazi construïdes sobre els fonaments del Generalplan Ost: l'assassinat de gairebé tots els jueus, els gitanos i els comunistes, i l'opressió de la població local. Va ser sentenciat a deu anys de presó el 1948, però va ser alliberat el 1951, després d'haver estat denegat una sol·licitud d'extradició per part de la Unió Soviètica, i va morir el 1964.

## Gauleiters
- 1926-1932: Hinrich Lohse
- 1932-1932: Joachim Meyer-Quade
- 1932-1945: Hinrich Lohse